# Anghelu Ruju
Anghelu Ruju (în traducere din sardă îngerul roșu) este o necropolă este un sit arheologic aparținând pre-culturii Nuraghi aflat la  10 km de orașul Alghero pe șoseaua care duce către Porto Torres. Este necropola cea mai mare din Sardinia. Situl conține multe morminte-hipogeu. A fost descoperită în 1903 din întâmplare când se făceau săpături pentru construirea unui grajd. Atunci au fost descoperite un craniu de om și un vas aparținând culturii argarice, iar un an mai târziu arheologul Antonio Taramelli a început să exploreze locul. Au fost descoperite 10 morminte hipogeu și 21 de morminte tip Domus de Janas (în sardă însemnând case ale zânelor). Săpăturile ulterioare care au ținut până în 1967 au adus la lumină mai multe vestigii printre care și 38 domus de janas. Descoperirile au fost atribuite culturilor Ozieri (3500 î.Hr.), Bonnanaro (1800 î.Hr.) și culturii vasului campaniform (în formă de clopot) (2.000 a 1900 î.Hr.).